# フィンランド国立バレエ団
フィンランド国立バレエ団（芬: Suomen Kansallisbaletti、英: Finnish National Ballet）は、フィンランド・ヘルシンキを拠点とするバレエ団である。フィンランド唯一の国立バレエ団で、独立5年後にあたる1922年に創設され、ロシア・バレエの強い影響を受けながらも独自の道を歩んできた。レパートリーは『白鳥の湖』、『ジゼル』などのクラシック・バレエやロマンティック・バレエの諸作品から、ウィリアム・フォーサイス、カロリン・カールソン（en:Carolyn Carlson）などの現代振付家の作品まで多岐にわたる。2015年、トーベ・ヤンソンの『ムーミン・シリーズ』を世界で初めてバレエ作品として上演した。この作品の好評を受けて、2017年4月にムーミン・バレエ第2作となる『たのしいムーミン一家〜ムーミンと魔法使いの帽子〜』の世界初演を日本で行っている。

## 沿革
フィンランドにおけるバレエの歴史は、デンマークやスウェーデンにくらべると比較的短い。デンマークとスウェーデンの両国では古くから王政が敷かれていたため、18世紀には国立バレエ団を創設し、19世紀には当時のバレエ先進国、フランスのロマンティック・バレエの影響を強く受けていたのに対して、フィンランドでは他国による支配が長期間続いたことで、バレエやオペラの庇護者となるべき宮廷文化の影は薄かった。
フィンランドでのバレエの始まりは1879年、ヘルシンキにアレグザンダー劇場が開設されたこととされる。この劇場でオペラやバレエを上演するためにダンサーたちが雇用され、そのうちソリストクラスのダンサーはロシアから招聘されていた。ロシアの支配下でフィンランドではジャン・シベリウスの交響詩『フィンランディア』（1899年）に代表される愛国主義もしくは民族主義的な芸術運動が高まりを見せていた。自国の文化的アイデンティティの確認と民族の伝統を称える思想の共有として、舞台芸術の果たす役割は大きいものがあった。
フィンランドは1917年にロシアからの独立を果たし、バレエ団の創設はその5年後にあたる1922年であった。創設に助力したのはエドヴァルド・ファツェルで、セルゲイ・ディアギレフに先駆けてロシアのバレエダンサーをヨーロッパ各国に紹介した実績を持つ人物であった。ファツェルは同時にロシア・バレエのフィンランドへの移入にも尽力し、バレエ・マスターとしてサンクトペテルブルクからジョージ・ゲー（ゲオルゲ・ゲー、fi:George Gé）を招聘した。
ゲーはサンクトペテルブルクの生まれで、ニコライ・レガート（en:Nikolai Legat）に師事してバレエを学んでいた。1922年の旗揚げ公演は『白鳥の湖』であったが、これが西ヨーロッパのバレエ団による『白鳥の湖』の初上演となった。当時はロシアから革命を逃れてきた多くのバレエダンサーがフィンランドに新天地を求めていたため、このとき『白鳥の湖』で主演を務めたのはロシアでバレエ教育を受けたマリー・ペシェフ（fi:Mary Paischeff）というバレエダンサーであった。この公演はソリスト9人、コール・ド・バレエが十数人という小規模な編成であったものの、全幕上演を果たしてバレエ団の存在をアピールすることに成功した。

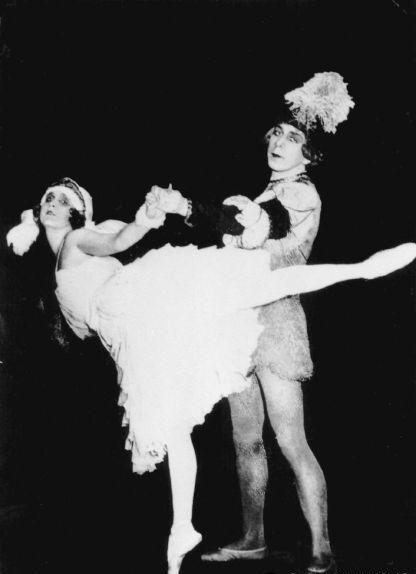
マリー・ペシェフとジョージ・ゲー（1922年）

ゲーは1935年までバレエ団を率いて19世紀のクラシック・バレエ、ロマンティック・バレエやミハイル・フォーキン振付作品など多くの作品を上演し、その後フランスに移ってバレエ・リュス・ド・モンテカルロなどでバレエ指導者や振付家としての活動を続けた。ゲーの退任後もロシア・バレエの導入が集中的に続き、『眠れる森の美女』や『ジゼル』などのクラシック・バレエやロマンティック・バレエが上演された。ゲーは1939年から1945年までスウェーデン王立バレエ団のバレエ・マスターを務めた後、1955年にヘルシンキに戻って再びバレエ団でバレエ・マスターとなり、1962年に死去するまでその任にあった。ゲーの死後は、ニコラス・ベリオゾフが後任となり、1964年までの任期中に新版『エスメラルダ』、『眠れる森の美女』、『春の祭典』を上演した。
クラシックやロマンティック作品の上演を続けながらも、バレエ団は1970年代中盤に新しい方向性を求め始めた。バレエ団は1976年に、振付家のカロリン・カールソンを招聘した。カールソンはフィンランド系アメリカ人で、パリ・オペラ座の現代舞踊研究グループGRTOP（fr:Groupe de recherche chorégraphique de l'Opéra de Paris）を設立し、フランスのコンテンポラリーダンスの育成に尽力していた。カールソンはフィンランドのバレエのレパートリーと表現の幅を広げることに意欲的に取り組んだ。
1984年から1992年の間は、バレエ団のプリマ・バレリーナとして長年にわたって活躍したドリス・レイン（ドリス・ライネ、fi:Doris Laine）が芸術監督を務めた。1993年、国立オペラ劇場の開場を機に、ヨルマ・ウォティネン（en:Jorma Uotinen）がレインの後を継いで芸術監督に就任した。ウォティネンはGRTOPでカールソンに師事した舞踊家で、すでにフィンランドを代表する振付家としての評価を得ていた。ウォティネンはフランス時代の人脈を活かして、パリ・オペラ座バレエ団から優秀な指導者を招くことでバレエ団の技術向上を企図した。さらに彼は古典のレパートリー上演とは別に、自作を含めた現代的な作品を積極的に上演するという新機軸を打ち出し、若手の振付家にも作品発表の機会を与えた。ウォティネンの挑戦は観客のバレエに対する固定観念を変え、フィンランドにおいてバレエとコンテンポラリーダンスのボーダーラインは希薄になり、バレエのシーズン中には8つのプログラム構成による100公演を行うまでになった。
2001年、デンマーク生まれでデンマーク王立バレエ団で活躍したディナ・ビョルン（ディンナ・ビョーン、en:Dinna Bjørn）が芸術監督の座についた。ビョルンはオーギュスト・ブルノンヴィルのメソッドについての権威であり、作品の上演指導を各国で行っていた。彼女の指導によって、ブルノンヴィル作品がバレエ団のレパートリーに加えられた。
2008年、ビョルンと同じくデンマーク出身のケネス・グレーヴ（fi:Kenneth Greve）が芸術監督に就任した。グレーヴはデンマーク王立バレエ学校やスクール・オヴ・アメリカン・バレエでバレエの訓練を受けたダンサーで、ニューヨーク・シティ・バレエ団、アメリカン・バレエ・シアター、パリ・オペラ座バレエ団、シュトゥットガルト・バレエ団など、世界各地のバレエ団でスターダンサーとして活躍していた人物であった。グレーヴは「世界の舞台で輝くバレエ団」を目標として、それまで平等主義が浸透していたバレエ団に改めて階級制を導入したり実力主義を徹底させたりと強力なリーダーシップを発揮している。グレーヴの芸術監督としての任期は2018年に満了を迎える予定で、彼自身もこの地位から退くことを明言している。

## バレエ団の構成

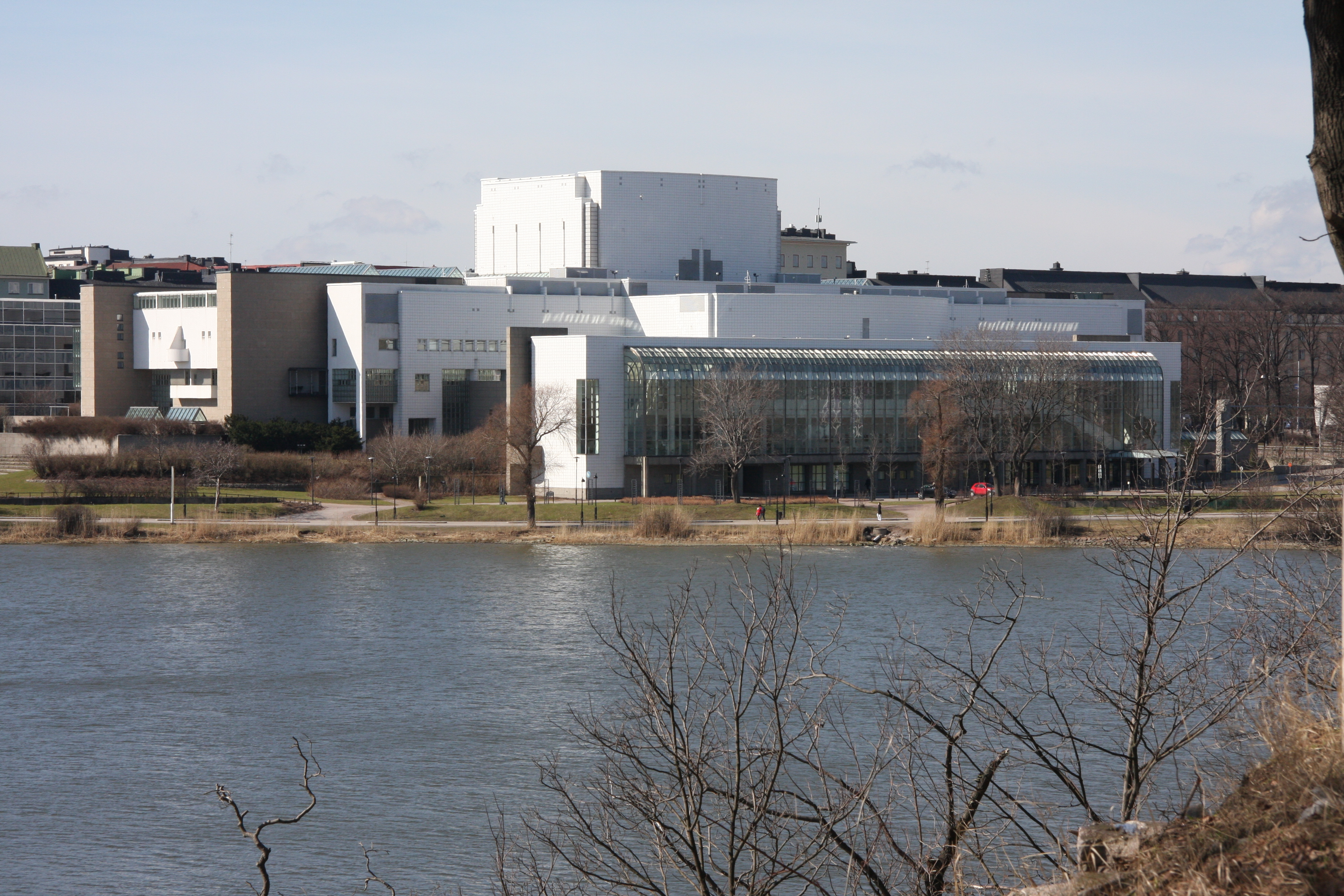
バレエ団の拠点、フィンランド国立オペラ・ハウス（2008年）

フィンランド国立バレエ団は、同国で唯一の国立バレエ団である。かつての所属ダンサーは、オペラ・ハウス付属のバレエ学校出身者が多数を占めていた。2017年の時点において団員の総数は80名以上に及び、フィンランド人ダンサーは約半数である。団員の出身国は23か国におよび、ダンスの国際化に対応した構成となっている。
フィンランドでは平等主義が浸透しているため、ウォティネンやビョルンが芸術監督を務めていた時代にはダンサーの階級制は存在していなかった。当時は踊り演じる役柄ごとに「ポイント」を配分し、月間に獲得したポイントによってギャラの支払額を決めるというシステムが採用されていた。このシステムにおいては、若いダンサーでもソリストに起用されるチャンスが与えられていた。
グレーヴが芸術監督に就任した後、バレエ団の実力アップを目指して4階級からなるダンサーの階級制を導入した。「才能や能力は健全な競争のもとで磨かれてこそ力になる」というのがグレーヴの主張であった。階級制の導入当初はバレエ団内部だけでなく外部からも「アンシャン・レジームへの逆行である」などと抵抗があったというが、よい意味においての実力主義の徹底による成果がバレエ団のみならずグレーヴの評価をも高めた。バレエ団の構成は2017年の時点でエトワール8人、プリンシパル5人、ソリスト12人、ダンサー（コール・ド・バレエ）55人、そしてユース・カンパニーに所属するダンサーが14人である。

## レパートリーと特色
歴史の節で既に述べたとおり、フィンランド国立バレエ団の初期レパートリーはロシア・バレエの強い影響を受けていた。『白鳥の湖』、『くるみ割り人形』、『眠れる森の美女』、『ジゼル』などが初期にあたる50年余りの期間に集中的に上演され、レパートリーとして定着した。その一方で、北欧の国々にあるバレエ団の必須作品といえるブルノンヴィル作品がレパートリーに定着したのは、21世紀に入ってからであった。
『白鳥の湖』は以前はウラジーミル・ブルメイステル振付版を採用していたが、その後マリウス・プティパ／レフ・イワーノフ版に基づくグレーヴ改訂版を上演している。ナタリア・マカロワ版『ラ・バヤデール』、ルドルフ・ヌレエフ版『眠れる森の美女』、ウェイン・イーグリング版『くるみ割り人形とねずみの王様』、パトリス・バール版『ドン・キホーテ』などが古典作品の主なレパートリーである。1998年、シルヴィ・ギエムが独自の解釈と演出によって『ジゼル』を振り付け、好評を得た。2001年1月に行われた初のパリ公演で、バレエ団はこの作品を上演して成功を収めた。
現代作品では、ウィリアム・フォーサイス、オハッド・ナハリン、イリ・キリアン、アンジュラン・プレルジョカージュなどの作品をレパートリーに持ち、フィンランドの振付家が手掛けた作品もその中に加わっている。バレエ団からはテロ・サーリネン（en:Tero Saarinen）やヨルマ・エロ（en:Jorma Elo）などの才能ある振付家が次々と登場して、フィンランドの国外でも高い評価を得ている。
バレエ団は2015年、トーベ・ヤンソンの『ムーミン』をバレエ化した『ムーミン谷の彗星』をヘルシンキで初演した。世界初の『ムーミン・バレエ』となったこの作品は好評を持って迎えられ、すべての公演がソールド・アウトとなった。バレエ団は2017年4月に、フィンランド独立100周年祝賀イベントの一環として初の日本公演を東京と大阪で行った。この公演では4月22日に、『ムーミン・バレエ』の第2作『たのしいムーミン一家-ムーミンと魔法使いの帽子-』が東京で初演された。こちらは芸術監督のグレーヴ自身の振付によるもので、日本での上演を想定して大人の観客向けの作品に仕上げたという。なお、フィンランドでの初演は2018年1月の予定である。